# 49
49 рік (XLIX) за Юліанським календарем був звичайним роком, що починався із середи.

## Події
- Правління імператора Клавдія в Римі.
- Консули Риму Квінт Вераній і Гай Помпей Лонг Галл.
- Християнство поширюється Європою, особливо у Римі і в місті Філіппи (ймовірна дата відповідно до хронології взята із книги Дії апостолів).
- Єрусалимський собор

## Померли
- Лоллія Пауліна, дружина Калігули, вбита за наказом Агріппіни Молодшої
- Луцій Юній Сілан Торкват, римський політик, нащадок Октавіана Августа; піддавався переслідуванням Агриппіни, наклав на себе руки